# 拉克万纳河
拉克万纳河（英語：Lackawanna River）是美国宾夕法尼亚州东北部的一条河流，是薩斯奎哈納河的支流，长约40.8-英里（65.7-）。它流经的波科诺山北部山区曾经是美国的一个无烟煤中心。它起始于宾夕法尼亚州韦恩县北部，在路澤恩縣中东部的杜里埃注入薩斯奎哈納河。河流的下游经过斯克兰顿的市中心，其两岸在19世纪形成了一个工业中心。它的名字来自当地部落语言莱纳佩语，意为 "浊流"。

## 另请参阅
- 小钓鱼溪